# Polyscias briquetiana
Polyscias briquetiana är en araliaväxtart som först beskrevs av Georges Bernardi, och fick sitt nu gällande namn av Lowry och G.M.Plunkett. Polyscias briquetiana ingår i släktet Polyscias och familjen Araliaceae. Inga underarter finns listade.